# Baseball a 2020. évi nyári olimpiai játékokon
A 2020. évi nyári olimpiai játékokon a baseballtornát július 28. és augusztus 7. között rendezték meg. A tornán 6 nemzet csapata vett részt.

## Selejtezők
| Esemény                                             | Dátum                      | Helyszín                                    | Kvóta | Kvalifikált csapatok           |
| --------------------------------------------------- | -------------------------- | ------------------------------------------- | ----- | ------------------------------ |
| Rendező                                             | –                          | –                                           | 1     | Japán (JPN)                    |
| Afrikai és Európa (Olimpiai selejtezőtorna)         | 2019. szeptember 18-22.    | Bologna/Parma Olaszország                   | 1     | Izrael (ISR)                   |
| 2019-es WBSC Premier12 nemzetközi baseballbajnokság | 2019. november 2-17.       | Tokió, Japán                                | 2     | Mexikó (MEX) · Dél-Korea (KOR) |
| Amerika (Olimpiai selejtezőtorna)                   | 2021. május 31.- június 5. | Port St. Lucie/West Palm Beach Florida, USA | 1     | Egyesült Államok (USA)         |
| Olimpiai selejtezőtorna                             | 2021. június 22-26.        | Puebla, Mexikó                              | 1     | Dominikai Köztársaság (DOM)    |
| Összesen                                            |                            |                                             | 6     |                                |

## Éremtáblázat
(A táblázatokban a rendező nemzet sportolói eltérő háttérszínnel, az egyes számoszlopok legmagasabb értéke vagy értékei vastagítással kiemelve.)
| A 2020. évi nyári olimpiai játékok éremtáblázata baseballban | A 2020. évi nyári olimpiai játékok éremtáblázata baseballban | A 2020. évi nyári olimpiai játékok éremtáblázata baseballban | A 2020. évi nyári olimpiai játékok éremtáblázata baseballban | A 2020. évi nyári olimpiai játékok éremtáblázata baseballban | Olimpia  |
| ------------------------------------------------------------ | ------------------------------------------------------------ | ------------------------------------------------------------ | ------------------------------------------------------------ | ------------------------------------------------------------ | -------- |
|                                                              | Ország                                                       | Arany                                                        | Ezüst                                                        | Bronz                                                        | Összesen |
| 1.                                                           | Japán (JPN)                                                  | 1                                                            | 0                                                            | 0                                                            | 1        |
|                                                              |                                                              |                                                              |                                                              |                                                              |          |
| 2.                                                           | Egyesült Államok (USA)                                       | 0                                                            | 1                                                            | 0                                                            | 1        |
|                                                              |                                                              |                                                              |                                                              |                                                              |          |
| 3.                                                           | Dominikai Köztársaság (DOM)                                  | 0                                                            | 0                                                            | 1                                                            | 1        |
|                                                              |                                                              |                                                              |                                                              |                                                              |          |
| Összesen                                                     | Összesen                                                     | 1                                                            | 1                                                            | 1                                                            | 3        |

## Érmesek
| A 2020. évi nyári olimpiai játékok érmesei baseballban | A 2020. évi nyári olimpiai játékok érmesei baseballban | A 2020. évi nyári olimpiai játékok érmesei baseballban | A 2020. évi nyári olimpiai játékok érmesei baseballban |
| --- | --- | --- | ------------------------------------------------------ |
| Arany | Ezüst | Bronz |                                                        |
| Japán (JPN) | Egyesült Államok (USA) | Dominikai Köztársaság (DOM) |                                                        |
| Aojagi Kójó Ivazaki Szuguru Morisita Maszato Itó Hiromi Jamamoto Josinobu Tanaka Maszahiro Jamaszaki Jaszuaki Kuribajasi Rjódzsi Óno Júdai Szenga Kódai Taira Kaima Umeno Rjútaro Kai Takuja Jamada Tecuto Genda Szószuke Aszamura Hideto Kikucsi Rjószuke Szakamoto Hajato Murakami Munetaka Kondó Kenszuke Janagita Júki Kurihara Rjója Josida Maszataka Szuzuki Szeija | Shane Baz Anthony Carter Brandon Dickson Anthony Gose Edwin Jackson Scott Kazmir Nick Martinez Scott McGough David Robertson Joe Ryan Ryder Ryan Mark Kolozsvary Nick Allen Eddy Alvarez Triston Casas Todd Frazier Jamie Westbrook Tyler Austin Eric Filia Patrick Kivlehan Jack López Bubba Starling | Darío Álvarez Gabriel Arias Jairo Asencio Luis Felipe Castillo Jumbo Díaz Junior García Jhan Mariñez Cristopher Mercedes Denyi Reyes Ramón Rosso Ángel Sánchez Raúl Valdés Roldani Baldwin Charlie Valerio José Bautista Juan Francisco Jeison Guzmán Erick Mejia Gustavo Núñez Emilio Bonifácio Melky Cabrera Johan Mieses Yefri Pérez Julio Rodríguez |                                                        |

## Csoportkör
| Színmagyarázat                                                     |
| ------------------------------------------------------------------ |
| A 2. fordulóban játszhat a másik csoport győztesévvel.             |
| A másik csoport második helyezettjével mérkőzik az 1. fordulóban.  |
| A másik csoport harmadik helyezettjével mérkőzik az 1. fordulóban. |

### A csoport
| Hely. | Csapat                      | M | Gy | V | F+ | F– | Fk |
| ----- | --------------------------- | - | -- | - | -- | -- | -- |
| 1.    | Japán (JPN)                 | 2 | 2  | 0 | 11 | 7  | +4 |
| 2.    | Dominikai Köztársaság (DOM) | 2 | 1  | 1 | 4  | 4  | 0  |
| 3.    | Mexikó (MEX)                | 2 | 0  | 2 | 4  | 8  | –4 |

Az időpontok helyi idő szerint, zárójelben magyar idő szerint olvashatók.

#### 1. forduló
* július 28., 12:00 (5:00)
| Csapat                      | 1 | 2 | 3 | 4 | 5 | 6 | 7 | 8 | 9 | F | T | H |
| --------------------------- | - | - | - | - | - | - | - | - | - | - | - | - |
| Dominikai Köztársaság (DOM) | 0 | 0 | 0 | 0 | 0 | 0 | 2 | 0 | 1 | 3 | 8 | 0 |
| Japán (JPN)                 | 0 | 0 | 0 | 0 | 0 | 0 | 1 | 0 | 3 | 4 | 9 | 0 |

#### 2. forduló
* július 30., 12:00 (5:00)
| Csapat                      | 1 | 2 | 3 | 4 | 5 | 6 | 7 | 8 | 9 | F | T | H |
| --------------------------- | - | - | - | - | - | - | - | - | - | - | - | - |
| Mexikó (MEX)                | 0 | 0 | 0 | 0 | 0 | 0 | 0 | 0 | 0 | 0 | 4 | 0 |
| Dominikai Köztársaság (DOM) | 0 | 0 | 0 | 0 | 1 | 0 | 0 | 0 | X | 1 | 6 | 0 |

#### 3. forduló
* július 31., 12:00 (5:00)
| Csapat       | 1 | 2 | 3 | 4 | 5 | 6 | 7 | 8 | 9 | F | T  | H |
| ------------ | - | - | - | - | - | - | - | - | - | - | -- | - |
| Japán (JPN)  | 0 | 1 | 1 | 3 | 0 | 0 | 1 | 1 | 0 | 7 | 10 | 0 |
| Mexikó (MEX) | 1 | 0 | 0 | 1 | 0 | 0 | 0 | 2 | 0 | 4 | 7  | 2 |

### B csoport
| Hely. | Csapat                 | M | Gy | V | F+ | F– | Fk |
| ----- | ---------------------- | - | -- | - | -- | -- | -- |
| 1.    | Egyesült Államok (USA) | 2 | 2  | 0 | 12 | 3  | +9 |
| 2.    | Dél-Korea (KOR)        | 2 | 1  | 1 | 8  | 9  | –1 |
| 3.    | Izrael (ISR)           | 2 | 0  | 2 | 6  | 14 | –8 |

#### 1. forduló
* július 29., 19:00 (12:00)
| Csapat          | 1 | 2 | 3 | 4 | 5 | 6 | 7 | 8 | 9 | 10 | F | T  | H |
| --------------- | - | - | - | - | - | - | - | - | - | -- | - | -- | - |
| Izrael (ISR)    | 0 | 0 | 2 | 0 | 0 | 2 | 0 | 0 | 1 | 0  | 5 | 7  | 0 |
| Dél-Korea (KOR) | 0 | 0 | 0 | 2 | 0 | 0 | 3 | 0 | 0 | 1  | 6 | 11 | 0 |

#### 2. forduló
* július 30., 19:00 (12:00)
| Csapat                 | 1 | 2 | 3 | 4 | 5 | 6 | 7 | 8 | 9 | F | T  | H |
| ---------------------- | - | - | - | - | - | - | - | - | - | - | -- | - |
| Egyesült Államok (USA) | 0 | 0 | 3 | 0 | 0 | 1 | 2 | 1 | 1 | 8 | 11 | 0 |
| Izrael (ISR)           | 0 | 0 | 0 | 1 | 0 | 0 | 0 | 0 | 0 | 1 | 7  | 2 |

#### 3. forduló
* július 31., 19:00 (12:00)
| Csapat                 | 1 | 2 | 3 | 4 | 5 | 6 | 7 | 8 | 9 | F | T | H |
| ---------------------- | - | - | - | - | - | - | - | - | - | - | - | - |
| Dél-Korea (KOR)        | 1 | 0 | 0 | 0 | 0 | 0 | 0 | 0 | 1 | 2 | 5 | 0 |
| Egyesült Államok (USA) | 0 | 0 | 0 | 2 | 2 | 0 | 0 | 0 | X | 4 | 6 | 0 |

## Egyenes kieséses szakasz
|  | 1. forduló | 1. forduló                  | 1. forduló |  |  | 2. forduló | 2. forduló                  | 2. forduló |                        |   | Elődöntők | Elődöntők              | Elődöntők |             |   | Döntő         | Döntő                       | Döntő         |  |
|  |            |                             |            |  |  |            |                             |            |                        |   |           |                        |           |             |   |               |                             |               |  |
|  | B3         | Izrael (ISR)                | 12         |  |  |            |                             |            |                        |   |           |                        |           |             |   |               |                             |               |  |
|  | A3         | Mexikó (MEX)                | 5          |  |  | Gy         | Izrael (ISR)                | 1          |                        |   |           |                        |           |             |   |               |                             |               |  |
|  | A2         | Dominikai Köztársaság (DOM) | 3          |  |  | Gy         | Dél-Korea (KOR)             | 11         |                        |   |           |                        |           |             |   |               |                             |               |  |
|  | B2         | Dél-Korea (KOR)             | 4          |  |  |            |                             |            |                        |   | 2.        | Dél-Korea (KOR)        | 2         |             |   |               |                             |               |  |
|  |            |                             |            |  |  |            |                             | Gy         | Japán (JPN)            | 5 |           |                        |           |             |   |               |                             |               |  |
|  |            |                             |            |  |  | B1         | Egyesült Államok (USA)      | 6          |                        |   |           |                        |           |             |   |               |                             |               |  |
|  |            |                             |            |  |  | A1         | Japán (JPN)                 | 7          |                        |   |           |                        |           |             |   |               |                             |               |  |
|  |            |                             |            |  |  |            |                             |            |                        |   | E.gy      | Egyesült Államok (USA) | 0         |             |   |               |                             |               |  |
|  | V          | Izrael (ISR)                | 6          |  |  |            |                             |            |                        |   |           |                        | E.gy      | Japán (JPN) | 2 |               |                             |               |  |
|  | V          | Dominikai Köztársaság (DOM) | 7          |  |  | 1.         | Dominikai Köztársaság (DOM) | 1          |                        |   |           |                        |           |             |   |               |                             |               |  |
|  |            |                             |            |  |  | V          | Egyesült Államok (USA)      | 3          |                        |   |           |                        |           |             |   |               |                             |               |  |
|  |            |                             |            |  |  |            |                             |            |                        |   | E.v       | Dél-Korea (KOR)        | 2         |             |   | Bronzmérkőzés | Bronzmérkőzés               | Bronzmérkőzés |  |
|  |            |                             |            |  |  |            |                             | 2.         | Egyesült Államok (USA) | 7 |           |                        |           |             |   |               |                             |               |  |
|  |            |                             |            |  |  |            |                             |            |                        |   |           |                        |           |             |   | E.v           | Dominikai Köztársaság (DOM) | 10            |  |
|  |            |                             |            |  |  |            |                             |            |                        |   | V.v       | Dél-Korea (KOR)        | 6         |             |   |               |                             |               |  |

### 1. forduló
* augusztus 1., 12:00 (5:00)
| Csapat       | 1 | 2 | 3 | 4 | 5 | 6 | 7 | 8 | 9 | F  | T  | H |
| ------------ | - | - | - | - | - | - | - | - | - | -- | -- | - |
| Izrael (ISR) | 1 | 0 | 5 | 0 | 0 | 0 | 6 | 0 | 0 | 12 | 12 | 0 |
| Mexikó (MEX) | 0 | 0 | 4 | 0 | 0 | 1 | 0 | 0 | 0 | 5  | 8  | 1 |

* augusztus 1., 19:00 (12:00)
| Csapat                      | 1 | 2 | 3 | 4 | 5 | 6 | 7 | 8 | 9 | F | T  | H |
| --------------------------- | - | - | - | - | - | - | - | - | - | - | -- | - |
| Dominikai Köztársaság (DOM) | 1 | 0 | 0 | 2 | 0 | 0 | 0 | 0 | 0 | 3 | 6  | 0 |
| Dél-Korea (KOR)             | 1 | 0 | 0 | 0 | 0 | 0 | 0 | 0 | 3 | 4 | 12 | 1 |

### 2. forduló
* augusztus 2., 12:00 (5:00)
| Csapat          | 1 | 2 | 3 | 4 | 5 | 6 | 7 | 8 | 9 | F  | T  | H |
| --------------- | - | - | - | - | - | - | - | - | - | -- | -- | - |
| Izrael (ISR)    | 0 | 0 | 0 | 0 | 1 | 0 | 0 |   |   | 1  | 3  | 2 |
| Dél-Korea (KOR) | 1 | 2 | 0 | 0 | 7 | 0 | 1 |   |   | 11 | 18 | 0 |

* augusztus 2., 19:00 (12:00)
| Csapat                 | 1 | 2 | 3 | 4 | 5 | 6 | 7 | 8 | 9 | 10 | F | T  | H |
| ---------------------- | - | - | - | - | - | - | - | - | - | -- | - | -- | - |
| Egyesült Államok (USA) | 0 | 0 | 0 | 3 | 3 | 0 | 0 | 0 | 0 | 0  | 6 | 12 | 2 |
| Japán (JPN)            | 0 | 0 | 2 | 1 | 2 | 0 | 0 | 0 | 1 | 1  | 7 | 12 | 0 |

### 1. forduló (vigaszág)
* augusztus 3., 19:00 (12:00)
| Csapat                      | 1 | 2 | 3 | 4 | 5 | 6 | 7 | 8 | 9 | F | T | H |
| --------------------------- | - | - | - | - | - | - | - | - | - | - | - | - |
| Izrael (ISR)                | 0 | 0 | 0 | 0 | 4 | 0 | 0 | 2 | 0 | 6 | 9 | 2 |
| Dominikai Köztársaság (DOM) | 1 | 0 | 1 | 0 | 0 | 2 | 1 | 0 | 2 | 7 | 9 | 1 |

### 2. forduló (vigaszág)
* augusztus 3., 12:00 (5:00)
| Csapat                      | 1 | 2 | 3 | 4 | 5 | 6 | 7 | 8 | 9 | F | T | H |
| --------------------------- | - | - | - | - | - | - | - | - | - | - | - | - |
| Dominikai Köztársaság (DOM) | 0 | 0 | 0 | 0 | 0 | 0 | 0 | 0 | 1 | 1 | 5 | 0 |
| Egyesült Államok (USA)      | 2 | 0 | 0 | 0 | 1 | 0 | 0 | 0 | X | 3 | 3 | 3 |

### Elődöntők
* augusztus 4., 19:00 (12:00)
| Csapat          | 1 | 2 | 3 | 4 | 5 | 6 | 7 | 8 | 9 | F | T | H |
| --------------- | - | - | - | - | - | - | - | - | - | - | - | - |
| Dél-Korea (KOR) | 0 | 0 | 0 | 0 | 0 | 2 | 0 | 0 | 0 | 2 | 7 | 1 |
| Japán (JPN)     | 0 | 0 | 1 | 0 | 1 | 0 | 0 | 3 | X | 5 | 9 | 1 |

* augusztus 5., 19:00 (12:00)
| Csapat                 | 1 | 2 | 3 | 4 | 5 | 6 | 7 | 8 | 9 | F | T | H |
| ---------------------- | - | - | - | - | - | - | - | - | - | - | - | - |
| Dél-Korea (KOR)        | 0 | 0 | 0 | 0 | 1 | 0 | 1 | 0 | 0 | 2 | 7 | 0 |
| Egyesült Államok (USA) | 0 | 1 | 0 | 1 | 0 | 5 | 0 | 0 | X | 7 | 9 | 1 |

### Bronzmérkőzés
* augusztus 7., 12:00 (5:00)
| Csapat                      | 1 | 2 | 3 | 4 | 5 | 6 | 7 | 8 | 9 | F  | T  | H |
| --------------------------- | - | - | - | - | - | - | - | - | - | -- | -- | - |
| Dominikai Köztársaság (DOM) | 4 | 0 | 0 | 0 | 1 | 0 | 0 | 5 | 0 | 10 | 14 | 0 |
| Dél-Korea (KOR)             | 0 | 1 | 0 | 1 | 4 | 0 | 0 | 0 | 0 | 6  | 13 | 0 |

### Döntő
* augusztus 7., 19:00 (12:00)
| Csapat                 | 1 | 2 | 3 | 4 | 5 | 6 | 7 | 8 | 9 | F | T | H |
| ---------------------- | - | - | - | - | - | - | - | - | - | - | - | - |
| Egyesült Államok (USA) | 0 | 0 | 0 | 0 | 0 | 0 | 0 | 0 | 0 | 0 | 6 | 1 |
| Japán (JPN)            | 0 | 0 | 1 | 0 | 0 | 0 | 0 | 1 | X | 2 | 8 | 0 |

| A 2020. évi nyári olimpiai játékok baseballtornájának olimpiai bajnoka |
| · JAPÁN · 1. cím                                                       |
| ---------------------------------------------------------------------- |

### Végeredmény
| Helyezés | Csapat                      | M | Gy | V | P+ | P– | Pk  |
| -------- | --------------------------- | - | -- | - | -- | -- | --- |
| Arany    | Japán (JPN)                 | 5 | 5  | 0 | 25 | 15 | +10 |
| Ezüst    | Egyesült Államok (USA)      | 6 | 4  | 2 | 28 | 15 | +13 |
| Bronz    | Dominikai Köztársaság (DOM) | 6 | 3  | 3 | 25 | 23 | +2  |
| 4.       | Dél-Korea (KOR)             | 7 | 3  | 4 | 33 | 35 | –2  |
| 5.       | Izrael (ISR)                | 5 | 1  | 4 | 25 | 37 | –12 |
| 6.       | Mexikó (MEX)                | 3 | 0  | 3 | 9  | 20 | –11 |